# Круг Кула

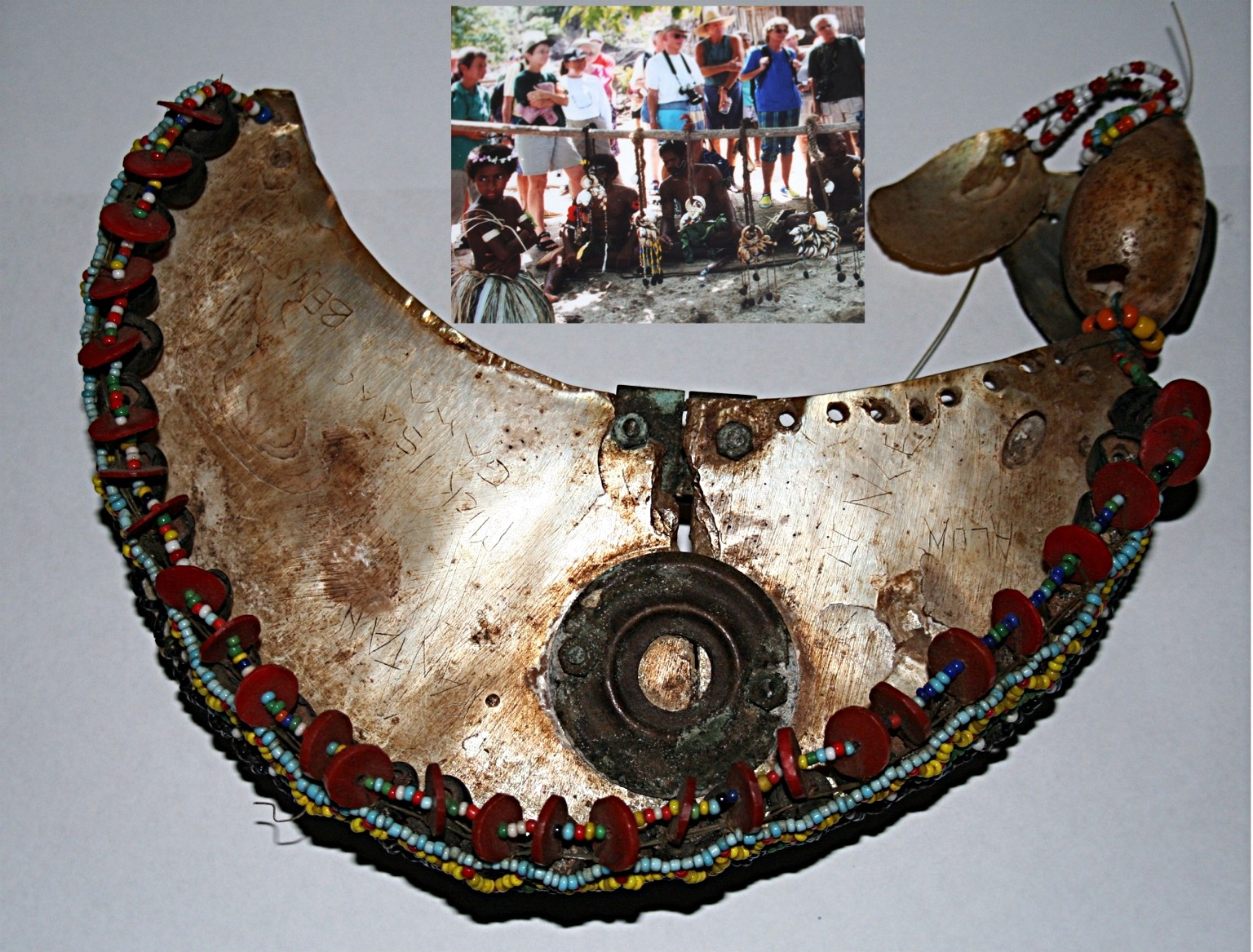
Фотография ожерелья, участвующего в обмене Кула.

Круг Кула (Kula ring) — система взаимного церемониального обмена, распространённая в провинции Милн-Бей в Папуа — Новой Гвинее. Круг Кула объединяет 18 островных поселений, расположенных на архипелаге Массим (включая острова Тробриан). Члены общин, участвующих в обмене, время от времени путешествуют между островами на длительные расстояния на своих каноэ с целью обмена ритуальных предметов:
- в северном направлении (по часовой стрелке) происходит перемещение красного ожерелья, носящего название веигун (veigun) или сулава (soulava);
- в южном направлении (против часовой стрелки) происходит перемещение браслета из белых раковин, или мвали (mwali).

Во время перемещения один предмет обменивается на другой (ожерелье обменивается на браслет и наоборот). Процесс участия в Кула варьируется в зависимости от региона. Так, например, на островах Тробрианд в обмене могут участвовать только вожди, в то время как на острове Добу — все представители общины.
Все предметы, циркулирующие по кругу Кула, не подлежат личному использованию, а обмениваются с целью повышения социального статуса и престижа. Процесс обмена, благодаря которому устанавливаются партнёрские отношения (в идеале на всю жизнь) между сторонами, осуществляется в строгом соответствии с различными традициями и обычаями. Процесс передачи предмета отражает величие дарителя. Поддержание партнёрских отношений включает в себя соблюдение взаимных обязательств, таких как гостеприимство, защита и взаимопомощь. Согласно представлениям жителей острова Вудларк, отношения Кула должны быть похожи на брак. Также правило круга Кула гласит: «Однажды в Кула — навсегда в Кула».
Предметы, участвующие в обмене Кула, никогда не находятся длительное время в руках одного человека: через определённый промежуток времени предмет подлежит обязательной передаче, однако даже короткое владением этими вещами приносит престиж и статус. Могущественные вожди, как правило, имеют сотни партнёров, в то время как менее авторитетные члены общины — чуть менее десятка. Хотя большинство предметов, которыми участники обмена владеют определённое время, формально не является их собственностью и через промежуток времени передаются другим лицам, среди жителей острова Вудларк, например, эти предметы считаются чей-то китоум (kitoum), то есть находятся в собственности конкретного человека или группы. Человек, владеющий предметом Кула, может распоряжаться им: удерживать его у себя, продать или даже уничтожить. Любой предмет Кула или же его эквивалент должен быть возвращён человеку, который владеет им как китоум. Наиболее авторитетные жители Вудларка, например, владеют от трёх до семи предметов Кула, в то время как другие и вовсе ничем. Тот факт, что по крайней мере гипотетически все предметы Кула находятся в чей-то собственности, создаёт у получателя дополнительное чувство ответственности при распоряжении вещами, а также напоминает о том, что он является лишь распорядителем чужого имущества. Факт принадлежности предмета другому лицу неизвестен всем участникам обмена. Предметы Кула могут обмениваться в качестве китоум в результате прямого обмена между двумя лицами, при этом права собственности переходят к другому лицу в полном объёме.
Право участия в обмене Кула не приобретается автоматически. Человек должен «купить» это право через участие в обмене на более низком уровне. Отношения «даритель—получатель» асимметричны: даритель всегда имеет более высокий статус. Кроме того, предметы обмена Кула имеют различный статус в зависимости от ценности и возраста. Участники обмена всегда борются за получение конкретных предметов (как правило, наиболее ценных), владелец которых вскоре получает известность во всём архипелаге. Состязание включает в себя покала (различные подношения) и карибуту (подарки) владельцу предмета. Таким образом, его побуждают к участию в обмене желаемой вещью, а сам круг Кула предполагает процесс вручения различных подарков, который регламентируется местными обычаями. Система обмена основана на доверии, так как возникающие из обмена обязательства необязательны для исполнения в принудительном порядке. Тем не менее существование строгих социальных обязательств и системы культурных ценностей, в которой больше всего превозносится щедрость, а подлость подвергается осуждению, заставляет участников обмена «играть по правилам». Если человек длительное время хранит у себя предмет Кула и не передаёт его другому лицу, он вскоре приобретает плохую репутацию.
Круг Кула можно рассматривать как процесс укрепления различий в статусе и авторитете, так как наследственные вожди владеют большинством предметов, подлежащих обмену, и берут на себя ответственность за организацию и управление морским плаваниями, в ходе которых происходит перевозка предметов Кула. Значительная часть предметов обмена находится в собственности ограниченного круга людей, например, на острове Вудларк всего три человека распоряжаются половиной таких предметов. Их движение и установленные взаимоотношения между участниками обмена предопределяют политические союзы жителей острова. Отношения Кула отличаются ненадежностью и сопровождаются манипуляциями и обманом. Так, жители Вудларка считают, что единственное, что может помочь преуспеть в Кула, — это ложь, из-за которой зачастую рушатся отношения, установившиеся в результате обмена.
Круг Кула является классической иллюстрацией тех различий, который выделил французский социолог Марсель Мосс между понятиями «подарок» и «товарообмен». Жители Меланезии проводят чёткие различия между обменом подарками (Кула) и рыночным обменом в форме бартера. Всё это отражает существование различных ценностных систем и культурных обычаев. Как писал Мосс, обмен Кула и бартер — это не одно и то же. Кула включает в себя торжественную церемонию обмена, «показ величия», где центральными элементами являются честь и благородство. Бартер, который часто сопровождает процесс Кула, предполагает несправедливую сделку и всегда преследует экономические цели. Предметы обмена Кула являются неотчуждаемыми в том смысле, что рано или поздно они (или их эквиваленты) должны быть возвращены первоначальному владельцу. Получатель может передать их другому лицу в качестве подарка, однако не может продать их как товар.